# 伊其克乌尔湖
伊其克乌尔湖（阿拉伯语：‎）也作伊奇克勤湖，是突尼斯北部的一个湖泊，靠近地中海海岸。伊其克乌尔湖及其周围的湿地是候鸟迁徙的一个重要中转站，每年都有大量的鸭子、鹅、鹳、火烈鸟等众多鸟类在此觅食筑巢。1980年被联合国教科文组织列为世界遗产，同年设立了伊其克乌尔国家公园。